# Bobrawa-Bergland

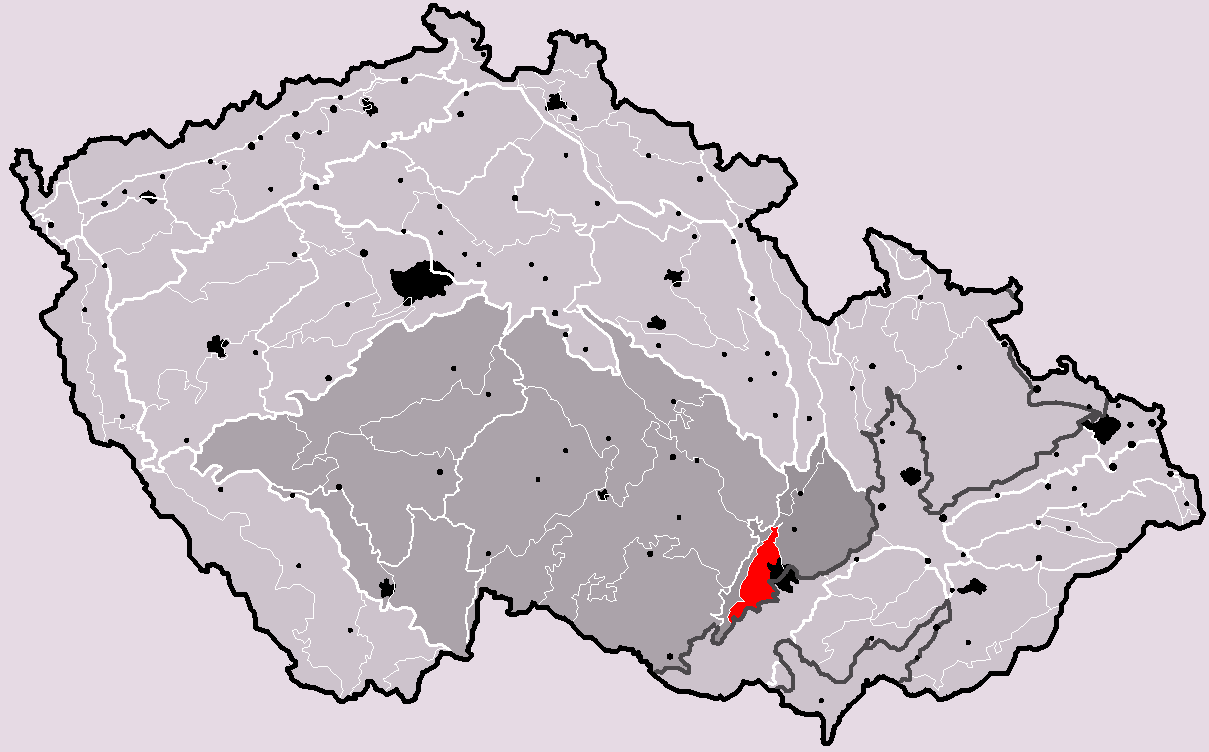
Das Bobrawa-Bergland innerhalb der Geomorphologischen Einteilung Tschechiens

Das Bobrawa-Bergland (tschechisch Bobravská vrchovina) ist ein Teil des Brünner Berglandes (Brněnská vrchovina) in Tschechien. Es befindet sich westlich und südwestlich von Brünn (Brno) in Mittelmähren.

## Geographie
Das Bergland hat eine Ausdehnung von 371 km². Die höchste Erhebung bildet mit 479 m ü. M. der Kopeček bei Ostrovačice. Geomorphologische Untereinheiten sind die Leskounská vrchovina und die Lipovská vrchovina sowie der Řečkovicko-kuřimský prolom.
Gegen Norden und Westen fällt das Bobrawa-Bergland zur Boskowitzer Furche ab. Nordöstlich schließt sich, abgetrennt durch den Řekovicko-kuřimský prolom (Ratschkowitz-Gureiner Durchbruch) die zum Drahaner Bergland gehörige Adamovská vrchovina an. Im Osten und Süden geht das Bobrawa-Bergland in die Thaya-Schwarza-Talsenke über.
Das Bobrawa-Bergland wird von Nordwest nach Südost durch die Täler der Flüsse Jihlava, Bobrava und Svratka durchquert. Größtes stehendes Gewässer ist der Stausee der Brünner Talsperre.
Im Waldgebiet Podkomorské lesy befindet sich das Automotodrom Brno.